# Alfredo Cifariello

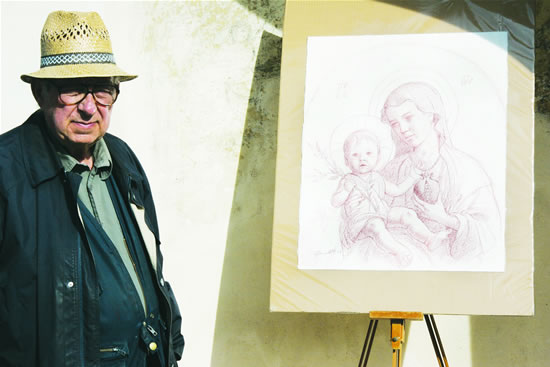
Alfredo Cifariello

Alfredo Cifariello (Firenze, 19 giugno 1928 – Firenze, 23 giugno 2015) è stato un pittore italiano.

## Biografia

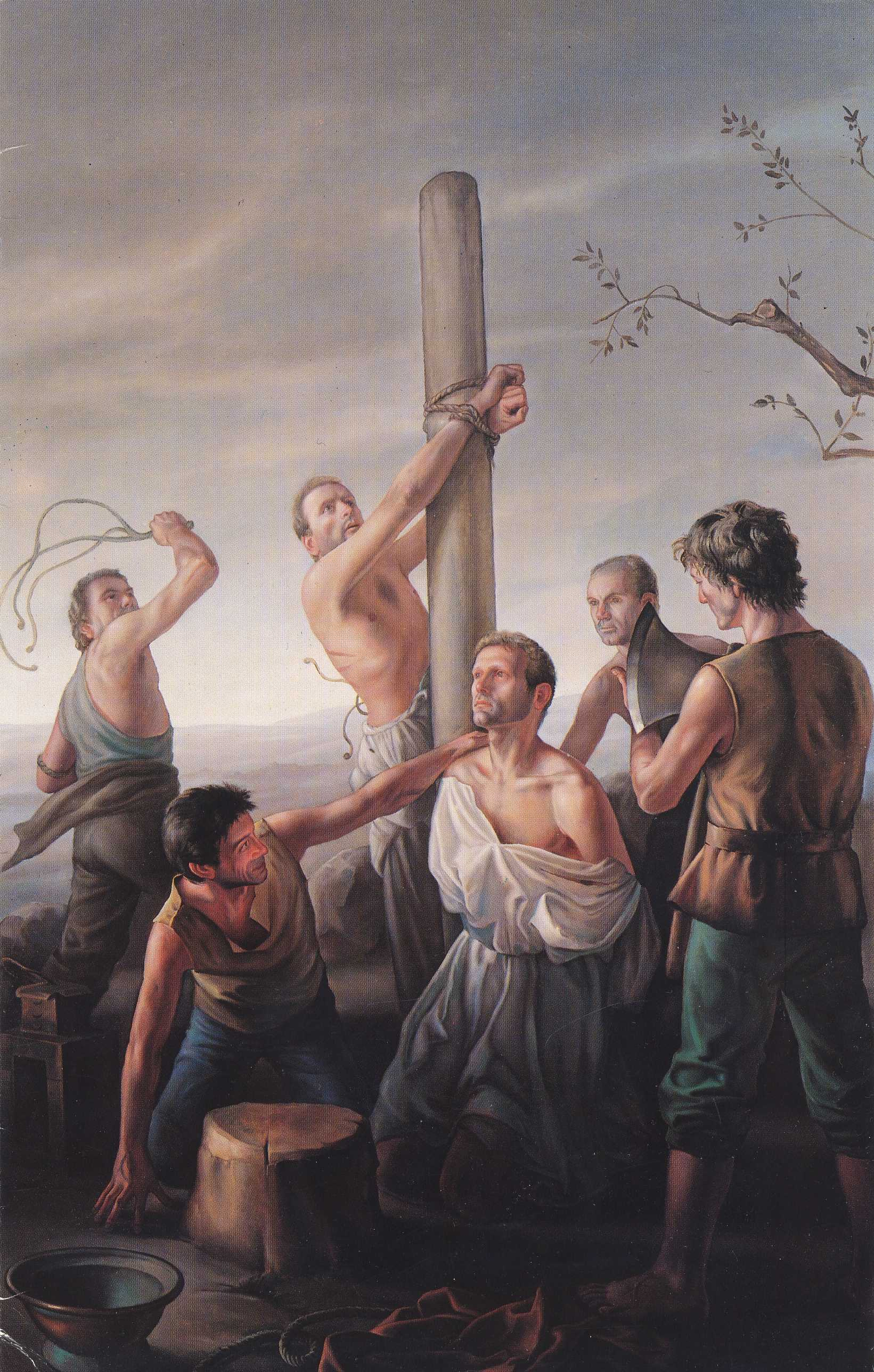
Martirio dei santi Gervasio e Protasio, chiesa dei Santi Gervasio e Protasio (Firenze)

Il padre di Alfredo, Renato, era cugino primo dello scultore Filippo Cifariello. Alfredo fu allievo di Giuseppe Rossi, artista fiorentino noto soprattutto per i paesaggi e le marine. A soli tredici anni, nel 1941, entrò poi a bottega da Pietro Annigoni, e da allora si dedicò prevalentemente, come il suo maestro, alla pittura figurativa, prediligendo i temi religiosi, le gouaches e i ritratti. Pur avendo viaggiato poco (Germania, Spagna, Francia, Malta, Terra Santa), Cifariello assorbì dal suo maestro spunti culturali ampi, legati non solo a un gusto neorinascimentale toscano, ma anche ai grandi maestri tedeschi e olandesi del passato.
Nel corso degli anni '50 e '60 partecipò a mostre collettive e altre manifestazioni artistiche italiane ed europee, e dalla metà degli anni sessanta cominciò a dedicarsi alle composizioni sacre, entrando nella piena maturità artistica e distaccandosi dallo stile del suo maestro, verso composizioni di più pacato equilibrio e una resa pittorica brillante e virtuosa, cristallizzata nell'idealizzazione sacra, ma ricca anche di richiami al mondo attuale. Emblematica in questo senso può essere, ad esempio, la Natività (1979) nella chiesa di Santa Maria a Coverciano (Firenze), dove padri e madri di famiglia, giovani e gente del quartiere convergono verso un raccoglimento spirituale in cui mancano gli accenni soprannaturali, quali gli angeli, i magi o lo stesso Bambin Gesù. 
In anni di profondo rinnovamento e meditazione sul divenire della pittura italiana, Cifariello sposò dunque un filone che recuperava le radici più tradizionali, subendo tuttavia un giudizio negativo della critica, lo stesso che minimizzava anche, in quegli stessi anni, l'arte di Annigoni. In questo filone, non ancora pienamente riabilitato (sebbene qualcosa sembra muoversi), Cifarello è stato definito, pochi anni prima della scomparsa, "il più grande pittore d'arte sacra contemporaneo"

## Opere principali

### Firenze
- Stendardo di San Lorenzo martire, 1965-1980, basilica di San Lorenzo
- Natività, Crocifissione, stazioni della Via Crucis, 1977-1981, chiesa di Santa Maria a Coverciano
- Storia della Salvezza, 1980-1994, chiesa di Santa Caterina a Coverciano
- Esaltazione della croce, 1984, cappella della Misericordia a Settignano
- La Sacra Famiglia 1984, I santi martiri Gervasio e Protasio, 1986, chiesa dei Santi Gervasio e Protasio
- Deposizione e altre opere, 1988-2002, chiesa di San Marco Vecchio
- Deposizione, 1993-1996, chiesa di San Pietro a Varlungo
- Storia della Salvezza, 1994-1997, chiesa dei Sette Santi Fondatori
- Natività e Deposizione, 1994-1997, chiesa di Santa Maria degli Angeli
- Affreschi, 1996-1997, oratorio di Santa Brigida
- Affreschi e tele, 1995-1999, oratorio del Santissimo Crocifisso a Ugnano
- Affreschi e tele, 2005-2014, chiesa di Santo Stefano a Ugnano
- Madonna col Bambino e san Giovannino, 2001, tabernacolo di via del Loretino a Rovezzano
- Annunciazione coi profeti David e Isaia, 2002, chiesa di Sant'Andrea a Rovezzano
- Pietà, 1989, chiesa di Santa Maria in Campo
- Stazioni della Via Crucis e Crocifisso, 2002, capella dell'Accademia dei Ponti
- Studio per i santi Gervasio e Protasio, 1985, Museo diocesano
- Beatitudini e Nozze di Cana, 2003, Opera Don Orione
- Palio di San Giovanni, palagio di Parte Guelfa
- Maria, Salus Infirmorum, 1989, sede Unitalsi
- San Zanobi e Sant'Antonino, Via Crucis, 1997, chiesa di Nostra Signora degli Angeli

### Toscana

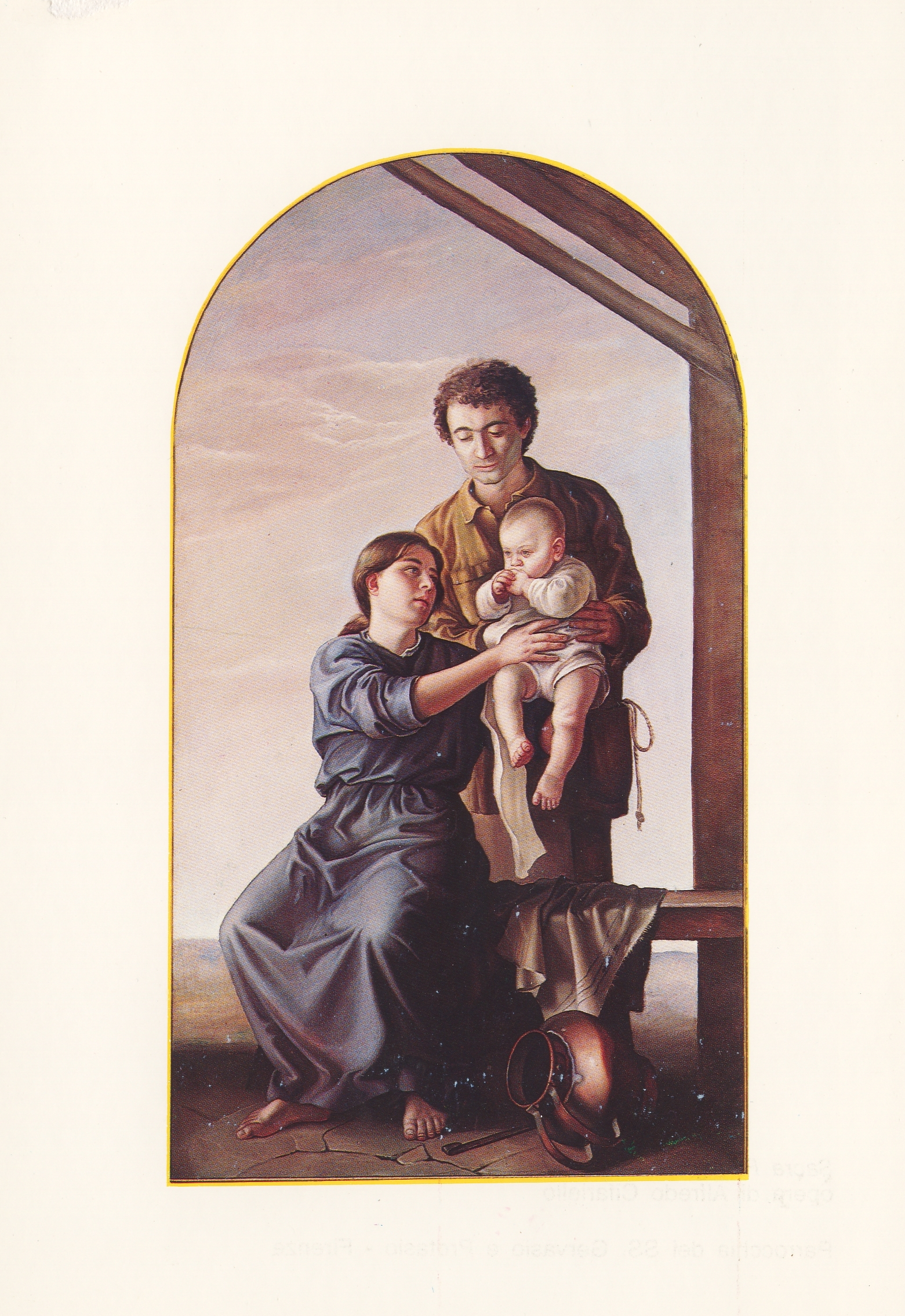
Sacra Famiglia presso i Santi Gervasio e Protasio a Firenze

- Annunciazione, ante d'organo, 1991, chiesa di San Giovanni Battista dell'Autostrada
- Crocifisso, 1988, chiesa di San Martino a Corella, Dicomano
- Madonna coi santi Giovanni Battista e Giovanni Gualberto, 1991, chiesa di Santa Maria a Macerata, Tavarnelle in Val di Pesa
- Vita di Don Milani, 2006, chiesa di Barbiana
- Madonna e san Biagio, 1992, chiesa di San Biagio a Gaglianello, Figline Valdarno
- Maria Assunta, 1985, chiesa di Santa Maria a Panzano
- Cristo alla colonna e altre opere, 1988, santuario Cateriniano, Siena
- Santa Caterina e san Bernardino, 1993, Opera dei pellegrinaggi senesi, Siena
- Beata Savina Petrilli, 2005, chiesa di Santa Maria di Provenzano, Siena

### Altro
- Veduta di Siena, 1980, palazzo Apostolico, Roma
- San Benedetto e altre opere, 1996 e 2002, Provincia religiosa di Genova
- San Lorenzo Martire, 2004, casa di riposa Taybe, Efraim, Israele
- Ritratto del patriarca latino di Gerusalemme Michel Sabbah, 2008, Patriarcato Latino di Gerusalemme

### Pubblicazioni principali
- Il Mercato centrale di Firenze, 12 litografie presentate da Pietro Annigoni, La Cromografica Caciotti, Firenze 1967
- La Terra Santa, 12 immagini presentate da Ennio Card. Antonelli e dal prof. Giovanni Gianfrate, Associazione “Coltiviamo la Pace”, La Cromografica Caciotti, Firenze, 1978
- I bronzi di Riace, 10 disegni riprodotti in offset, presentati da Roberto Caprara, La Cromografica Caciotti, Firenze, 1981
- Amici di ieri, di oggi, di domani, Associazione amici di San Jacopino, 98 ritratti a carboncino presentati da Tommaso Paloscia, Costi e Poggiali Editore, B.go San Lorenzo. I vol. 1984, II vol. 1988
- Riflessi sull'Arno, 10 litografie presentate da Giorgio Saviane, La Cromografica Caciotti, Firenze, 1990
- Disegni per il “Messale Proprio “ della Diocesi di Fiesole, Edizione Ufficiale, F. e F. Parretti Grafiche, Firenze, 1992
- Disegni del Casentino per il testo “I pivieri dell'Alto Casentino” di Alfonso Battistoni, Cianferoni, Stia (Ar), 1992
- Hortus Gethsemani, immagini degli 8 ulivi del Giardino del Gethsemani 2010, presentazione di Fra Pierbattista Pizzaballa OFM e del prof. G. Gianfrate, Associazione “Coltiviamo la Pace” , La Cromografica Prato per conto di Ed. Terra Santa, Milano, 2012